# Marek Zywert
Marek Edward Zywert (ur. 24 lutego 1996 w Sierakowie) – polski koszykarz występujący na pozycji rzucającego obrońcy.
Reprezentował Polskę w kategoriach do lat 15 oraz 16, uczestnik mistrzostw Europy w drugiej z tych kategorii wiekowych. W sezonie 2015/2016 zawodnik klubu Energa Czarni Słupsk. Mistrz Polski z sezonu 2014/15 i brązowy medalista Polskiej Ligi Koszykówki z sezonu 2015/16.
Pod koniec sierpnia 2016 podpisał umowę z Max Elektro Sokołem Łańcut. 18 czerwca 2018 został zawodnikiem AZS-u Koszalin.

## Życiorys

### Kariera klubowa

#### Początki (do 2013)
Zywert jest wychowankiem UKS-u Kormoran Sieraków, z którym zdobywał medale w mistrzostwach Polski w różnych kategoriach juniorskich.
W 2011 roku wyjechał do Warszawy, gdzie występował w zespołach UKS GIM 92 Ursynów Warszawa i AZS II Politechnika Warszawska. W drugiej z tej drużyn zadebiutował w rozgrywkach ligowych na szczeblu centralnym rozgrywając w sezonie 2011/2012 11 meczów w II lidze, w których zdobywał średnio po 5,6 punktu i 2,5 zbiórki.
W sezonie 2012/2013 występował w SMS-ie PZKosz Władysławowo, ponownie grając w II lidze (w sumie 23 mecze w sezonie, w których średnio gromadził po 6,1 punktu i 1,7 zbiórki).

#### Stelmet i Muszkieterowie (2013–2015)
Przed sezonem 2013/2014 podpisał kontrakt ze Stelmetem Zielona Góra, jednocześnie stając się także zawodnikiem Muszkieterów Nowa Sól (drużyna rezerw Stelmetu grająca w tym czasie w II lidze). W styczniu 2014 roku został zgłoszony do rozgrywek ligowych przez drużynę Muszkieterów, jednak ostatecznie w sezonie 2013/2014 wystąpił tylko w 1 meczu rozgrywek juniorskich (w kategorii do lat 20).
Po kontuzji i rehabilitacji powrócił do gry dopiero w grudniu 2014 roku, biorąc udział w spotkaniu II ligi w barwach Muszkieterów. Pod koniec tego miesiąca zadebiutował także w rozgrywkach Polskiej Ligi Koszykówki w zespole Stelmetu, zdobywając w meczu z Rosą Radom 3 punkty. W sumie w całym sezonie w najwyższej klasie rozgrywkowej rozegrał 9 spotkań, w których zdobył łącznie 14 punktów (średnio po 1,6 na mecz), zdobywając z drużyną Stelmetu mistrzostwo Polski. Ponadto w Muszkieterach rozegrał łącznie 17 spotkań w II lidze, zdobywając w sumie 153 punkty (średnio po 9 na mecz).

#### Czarni (2015-2016)
W sierpniu 2015 roku podpisał dwuletni kontrakt z klubem Energa Czarni Słupsk. Z klubem tym w sezonie 2015/2016 zdobył brązowy medal w rozgrywkach Polskiej Ligi Koszykówki. W sezonie tym wystąpił w 18 meczach ligowych, w których zdobył łącznie 34 punkty (średnio po 1,9 na mecz).

### Sokół Łańcut (od 2016)
Przed sezonem 2016/2017 wzmocnił I-ligowy Max Elektro Sokół Łańcut.

### Kariera reprezentacyjna
W 2012 roku, wraz z reprezentacją Polski do lat 16, wziął udział w mistrzostwach Europy w tej kategorii wiekowej, podczas których polska kadra zajęła 6. pozycję, a Zywert zdobywał średnio po 12,4 punktu, 5,2 zbiórki i 2,6 asysty na mecz. Rok wcześniej występował także w reprezentacji Polski do lat 15.

## Osiągnięcia
Stan na 15 listopada 2019, na podstawie, o ile nie zaznaczono inaczej.

### Drużynowe
Seniorskie
- Mistrz Polski (2015)
- Brązowy medalista mistrzostw Polski (2016)

Młodzieżowe
- Mistrz Polski kadetów (2011)
- Wicemistrz Polski: 
  - juniorów starszych (2014)
  - kadetów (2012)

### Reprezentacja
- Uczestnik mistrzostw Europy:
  - U–16 (2012 – 6. miejsce)
  - U–20 dywizji B (2016 – 6. miejsce)
- Lider Eurobasketu U–16 w przechwytach (2012)

## Życie prywatne
Jego bratem-bliźniakiem jest Kamil Zywert, który również jest koszykarzem.